# Бадюков, Алексей Викторович
Алексе́й Ви́кторович Бадюко́в (род. 20 апреля 1978, Москва) — российский хоккеист, нападающий.
Объявил о завершении карьеры профессионального хоккеиста 27 апреля 2015 года. Хоккейный эксперт на телеканалах КХЛ ТВ и Матч ТВ.

## Достижения
- Двукратный обладатель Кубка Гагарина в 2008/2009 и 2009/2010 годах в составе казанского «Ак Барса»
- Трёхкратный Чемпион России в 2005/2006, 2008/2009 и 2009/2010 годах в составе казанского «Ак Барса»
- Обладатель Кубка европейских чемпионов 2007 в составе казанского «Ак Барса»
- Двукратный серебряный призёр чемпионата России (2000-2001 — в составе омского «Авангарда», 2006-2007 — в составе казанского «Ак Барса»)
- Финалист Кубка России 1998 года в составе московского «Динамо»

## Статистика
Последнее обновление: 25 августа 2013 года
```
                                           --- Регулярный сезон ---  ---- Плей-офф ----
Сезон   Команда                      Лига   И     Г    П    О  Штр  И    Г   П  О  Штр
--------------------------------------------------------------------------------------
1996-97 Динамо Москва                РСЛ     3    0    0    0    0  --  --  --  --  --
1997-98 Динамо-Энергия Екатеринбург  РСЛ    15    3    0    3    0  --  --  --  --  --
1998-99 Крылья Советов               РСЛ    24    2    2    4   24  --  --  --  --  --
1999-00 Авангард Омск                РСЛ    34    7    3   10   12   8   1   1   2  10
2000-01 Авангард Омск                РСЛ    20    4    1    5   18  11   1   3   4   4
2001-02 Амур Хабаровск               РСЛ    40    6    5   11   16  --  --  --  --  --
2002-03 Амур Хабаровск               РСЛ    41   11   19   30   14  --  --  --  --  --
2003-04 Локомотив Ярославль          РСЛ    51    2    8   10   16  --  --  --  --  --
2004-05 Северсталь Череповец         РСЛ    50    5    9   14   20  --  --  --  --  --
2005-06 Ак Барс Казань               РСЛ    49    5   17   22   38  13   0   2   2   2
2006-07 Ак Барс Казань               РСЛ    51   14   14   28   14  16   2   3   5   6
2007-08 Динамо Москва                РСЛ    56   14   21   35   24   9   2   4   6   4
2008-09 Динамо Москва                КХЛ    27    6   14   20   26  --  --  --  --  --
2008-09 Ак Барс Казань               КХЛ    20    2    5    7   14  18   1   4   5   6
2009-10 Ак Барс Казань               КХЛ    50    9    6   15   34  22   2   5   7   4
2010-11 ЦСКА Москва                  КХЛ    48   10   17   27   28  --  --  --  --  --
2010-11 Ак Барс Казань               КХЛ     4    0    0    0    2   6   0   0   0   4
2011-12 ЦСКА Москва                  КХЛ    53    6   11   17   24   5   0   1   1   2
2012-13 Витязь Чехов                 КХЛ    50    9   12   21   14  --  --  --  --  --
2013-14 Авангард Омск                КХЛ    18    0    2    2   10  --  --  --  --  --
2013-14 Торпедо Нижний Новгород      КХЛ    21    0    1    1    2   7   1   0   1   2
--------------------------------------------------------------------------------------
         Итого в КХЛ                       291   42   69  111  154  58   4  10  14  18 

```